# Arcumeggia

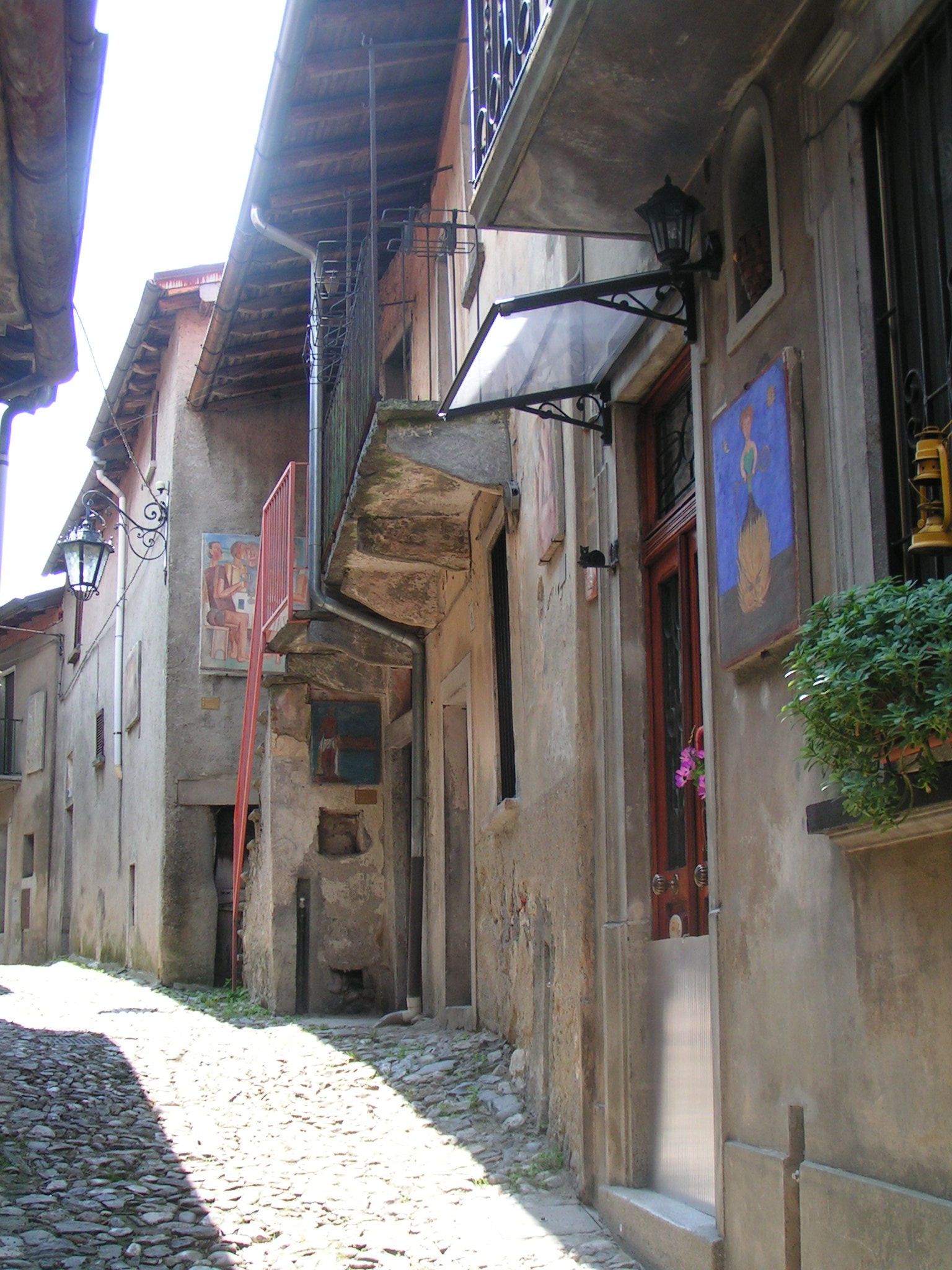
Via degli allievi in Arcumeggia

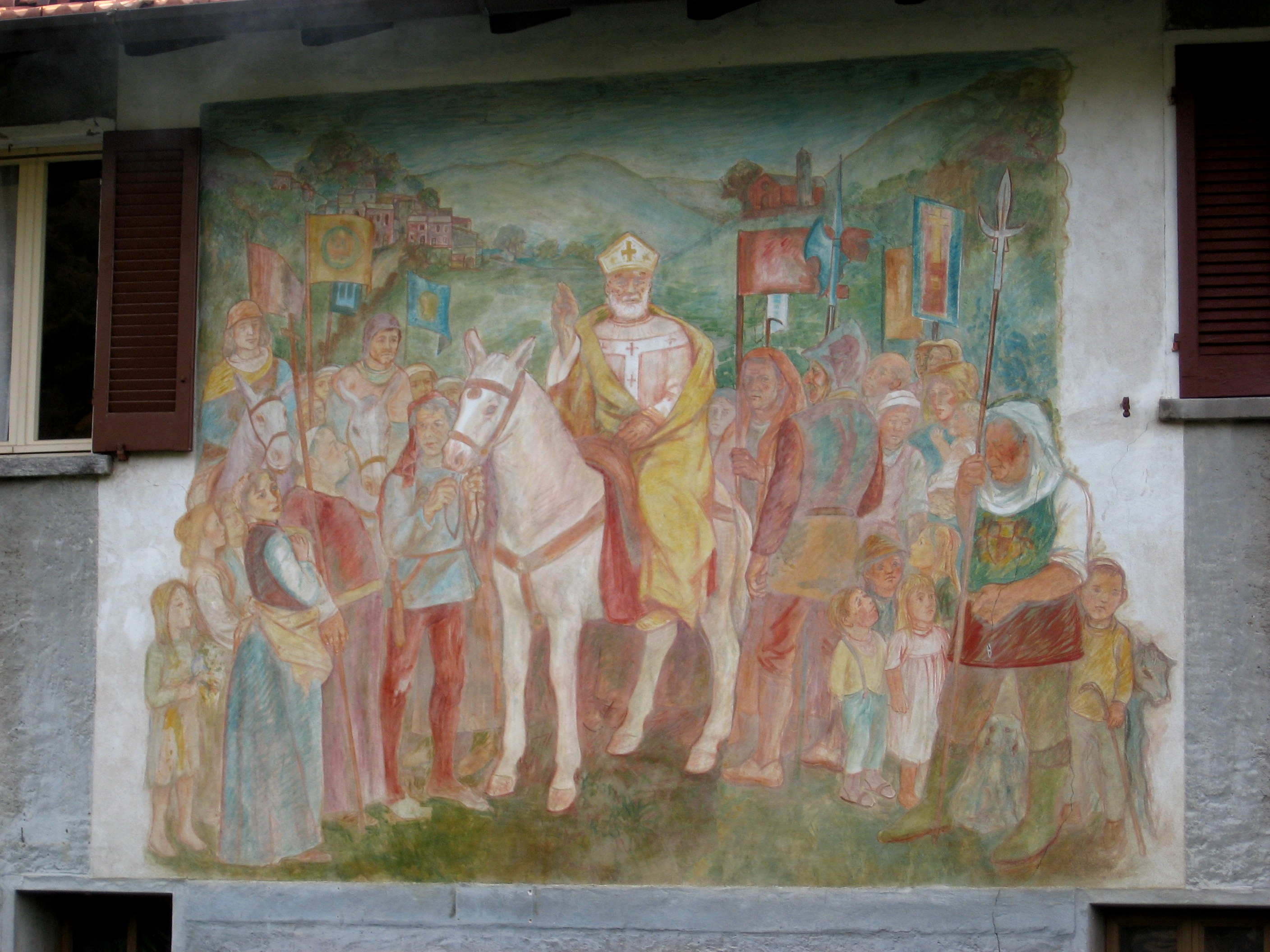
Aldo Carpi: Sant’Ambrogio benedice Arcumeggia

Arcumeggia (Arcümedschia in Vareser Dialekt) ist eine Fraktion der Gemeinde Casalzuigno in der Provinz Varese. Diese liegt in der Lombardei (Italien).
Der Ort ist bekannt, weil im Jahre 1956 die Provinzbehörde für Tourismus ihn in einen Malort (italienisch borgo dipinto) verwandelte. Nach dieser Entscheidung haben verschiedene Künstler wie Ernesto Treccani, Achille Funi, Gianni Dova und Remo Brindisi dort gearbeitet.
Die Malereien, die in Affresco-Technik ausgeführt sind, befinden sich auf den Außenmauern der Ortshäuser.
- Giovanni Brancaccio: Ragazza alla finestra, 1956
- Remo Brindisi: Abitanti e lavori del posto, 1957
- Aldo Carpi: Sant’Ambrogio benedice Arcumeggia, 1966, Agnello divino (Keramik), 1967
- Cristoforo de Amicis: Madonna e angelo, 1958
- Gianni Dova: La corrida, 1964
- Umberto Faini: Allegoria della decorazione murale, 1994
- Ferruccio Ferrazzi: Attesa, 1956
- Achille Funi: Madonnina, 1956
- Giuseppe Migneco: La partenza dell’emigrante, 1962
- Francesco Menzio: Bambini tra gli alberi, 1956
- Sante Monachesi: Trionfo di Gea, 1959
- Giuseppe Montanari: San Martino e il povero, 1956
- Luigi Montanarini: Composizione, 1959
- Enzo Morelli: La Samaritana al pozzo, 1956
- Antonio Pedretti: Nelle Alpi, cuore d'Europa, le radici dell'Unione Europea, 2001
- Bruno Saetti: Maternità, 1956
- Innocente Salvini: La ripartizione della polenta in famiglia, 1971
- Aligi Sassu: Corridori, 1967 und San Martino, 1991
- Fiorenzo Tomea: Crocifisso, 1956
- Eugenio Tomiolo: La Speranza, 1956
- Ernesto Treccani: Composizione agreste, 1974
- Gianfilippo Usellini: Il ritorno dell’emigrante, 1956, Severin bef pooc vin!!!, 1964, Sant’Antonio sowie San Rocco, 1967.

Neben der Kirche befindet sich ein Kreuzweg mit Fresken, die von elf Künstlern gestaltet wurden:
- I – Giuseppe Montanari: Der zum Tode verurteilte Jesus, 1963
- II – Sante Monachesi: Jesus nimmt das Kreuz auf seine Schultern, 1959
- III – Aldo Carpi: Jesus fällt zum ersten Mal, 1963
- IV – Remo Brindisi: Treffen von Jesus und Maria, 1960
- V – Enzo Morelli: Simon von Cyrene hilft Jesus das Kreuz tragen 1963
- VI – Ilario Rossi: Veronica trocknet das Gesicht Jesu, 1960
- VII – Luigi Montanarini: Jesus fällt zum zweiten Mal, 1959
- VIII – Giuseppe Montanari: Jesus begegnet den weinenden Frauen, 1960
- IX – Gianfilippo Usellini: Jesus fällt zum dritten Mal, nach April 1960
- X – Giovanni Brancaccio: Der von seinen Kleider entblößte Jesus, 1961
- XI – Aligi Sassu: Der auf das Kreuz genagelte Jesus, 1963(?)
- XII – Aldo Carpi: Jesus stirbt am Kreuz, 1963
- XIII – Gianfilippo Usellini: Jesus wird vom Kreuz genommen, 1963
- XIV – Eugenio Tomiolo: Jesus in der Grabstätte, 1965

Zudem findet sich im Ort auch das Haus des Malers, in dem Skizzen und Proben der Fresken aufbewahrt sind und in dem Sommerkurse für Malerei stattfinden, die von der Accademia di Belle Arti di Brera veranstaltet werden.
Arcumeggia ist der Geburtsort des Bildhauers Giuseppe Vittorio Cerini (1862–1935), von dem in Italien viele Werke aufbewahrt werden (Torino, Bra, Ceva, San Benigno Canavese, Virle und der Provinz Varese) und im Ausland (Schweiz und Argentinien). Man kann eine kleine Gips-Ausstellung besichtigen, die sich im Hof des Geburtshauses befindet und zwei Werke aus Marmor im Ortsfriedhof.